# Salabasina-árok
A Salabasina-árok egy körülbelül két kilométer hosszú, nagyon nehezen járható szurdokvölgy. Pest vármegye északnyugati részén, a tágabban értelmezett Pilis hegységben, valójában már a Visegrádi-hegység déli részén, közigazgatásilag Pomáz területén található.

## Megközelítése
Az árok a Pomázt Pilisszentkereszttel összekötő műút felől közelíthető meg legegyszerűbben, bár kissé bonyolítja az elérését, hogy egy szakasza magánterületen (a hajdani Podmaniczky-, később Liszenkómajor, jelenleg Fülöp Kecskefarm területén) húzódik keresztül, ahol az átjárás korlátozottan lehetséges, célszerű az erre kirándulónak arra készülnie, hogy meg kell kerülnie nyugat felől a majorság területét.
Eljuthat ide a túrázó a Volánbusz 860-as és 861-es helyközi buszjárataival is, melyekről a Gyógyáruértékesítő Vállalat megállóhelyen célszerű leszállni.
Aki fentről lefelé haladva szeretné bejárni, Szentendre Lajosforrás településrésze irányából tudja megközelíteni. A Lajos-forrás melletti, egykori turistaháztól a Lom-hegyi-nyeregig kell eljutni, a Lom-hegyet észak felől kerülve a sárga, vagy dél felől a piros négyzet, majd a piros kereszt jelzésen és onnantól a piros jelzés halad az árok felé. A jelzett turistautak az árkot elkerülik.

## Leírása
Az árok a Lom-hegy és a Tornyos-hegy tömbjei felől lefutó vizek egy részét gyűjti össze és vezeti le a Dera-patakba, amit a nagykovácsipusztai településrész határában ér el.
Az árkot a múltban kialakító vízfolyást a mindenkori csapadékvízen felül feltehetőleg több forrás is táplálhatta, ma a terület egyetlen jelentős forrása a Salabasina-forrás. A szurdokvölgyben jelenleg néha alig van víz, csapadékosabb időszakokban viszont egyes szakaszain vízeséseket is le kell küzdenie az erre járónak. A völgy a Holdvilág-árok közelében, attól alig két kilométerre, nyugatra található. A Holdvilág-árokhoz, illetve a dömösi Rám-szakadékhoz több szempontból is hasonló, de mivel a kiépítettsége minimális, ezért a bejárása lényegesen körülményesebb és kellő terepi gyakorlat hiányában veszélyesebb is azokénál.
Itt található a Salabasina-üreg, amely az árok nyugati oldalában, a Pilisszentkereszt és Pomáz közötti műúttól mintegy 800 méterre, az árok peremétől 15–20 méterrel lejjebb helyezkedik el.

## Neve
Szádeczky-Kardoss Géza szófejtése szerint a Salabasina nevének első fele (sala) annak emlékét őrzi, hogy a környék kiterjedt bükköseiben évszázadokkal ezelőtt hamuzsírt főztek az üveghuták ellátására; a bas pedig az ótörök nyelvben fejet jelentett. Így tehát a Salabasina annyit jelenthet, hogy hajdan a völgy fejében, vagyis a felső végében zajlott a hamuzsírfőzés. Az elnevezés ily módon török eredetű, melyet a környékre a XVII. század végén betelepedett szerbek kis mértékben saját nyelvükre formáltak. A név legkorábbi ismert, dokumentált előfordulása a Magyarország első katonai felmérése alapján, az 1780-as években készült térképen található.

## Képgaléria

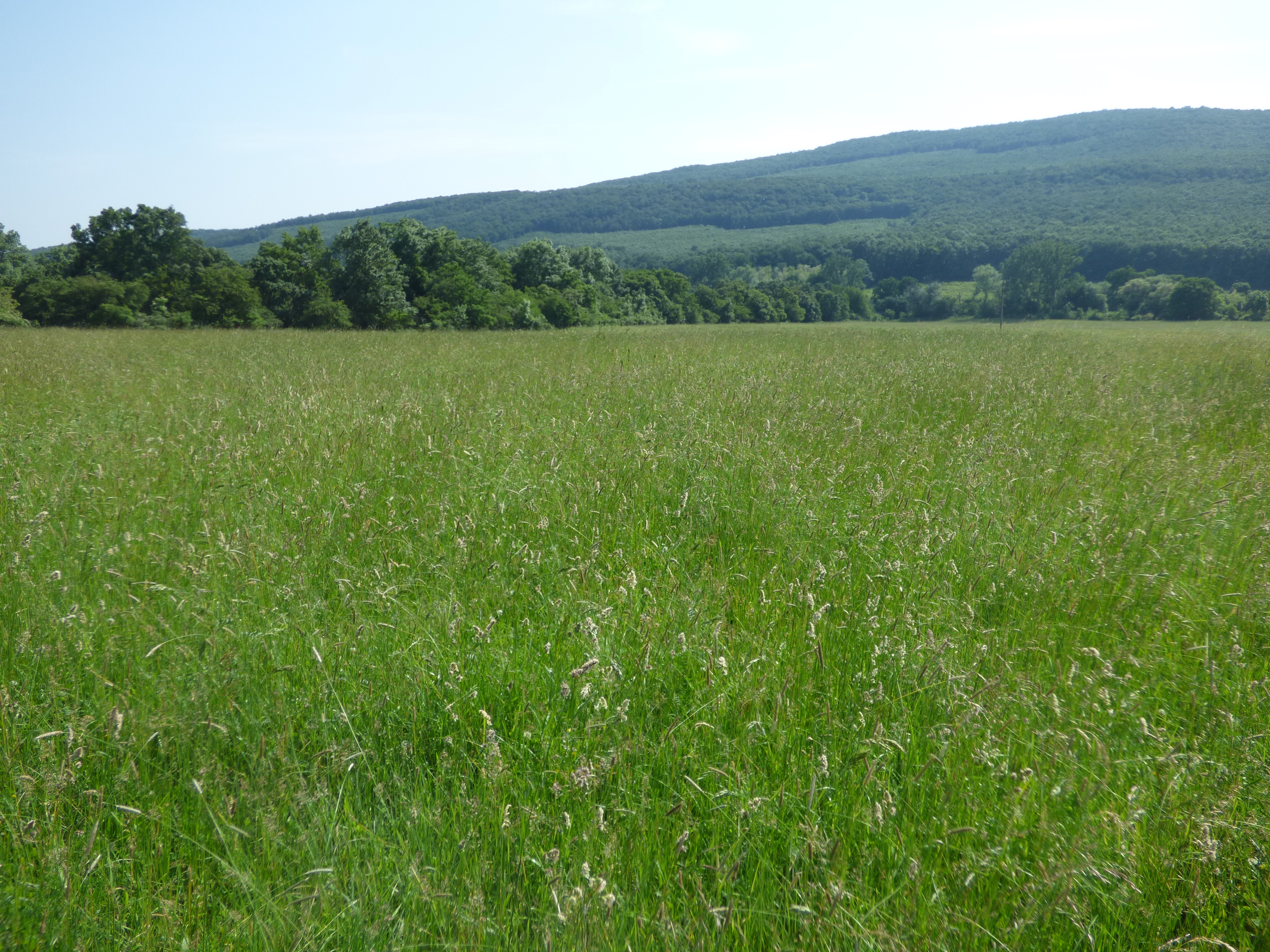
A Kovacsina dűlőt délkelet felől lezáró fasor (bal szélen) a Salabasina-árok legalsó szakaszát rejti
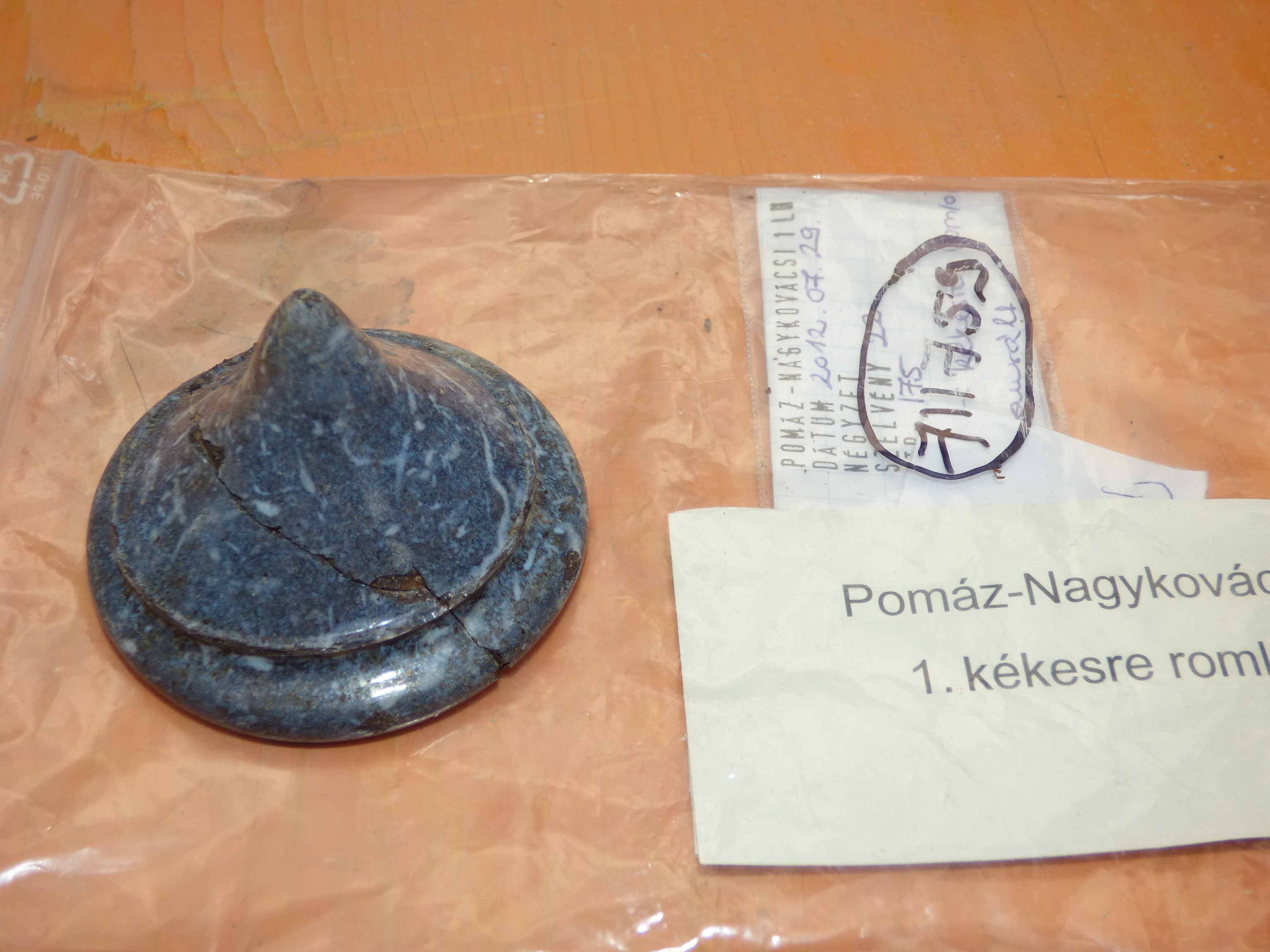
Középkori üveglelet a Nagykovácsipuszta helyén működött ciszterci kolostori üveggyártó műhely területéről, a gyártáshoz szükséges hamuzsírt valahol a Salabasina-árok környékén főzték
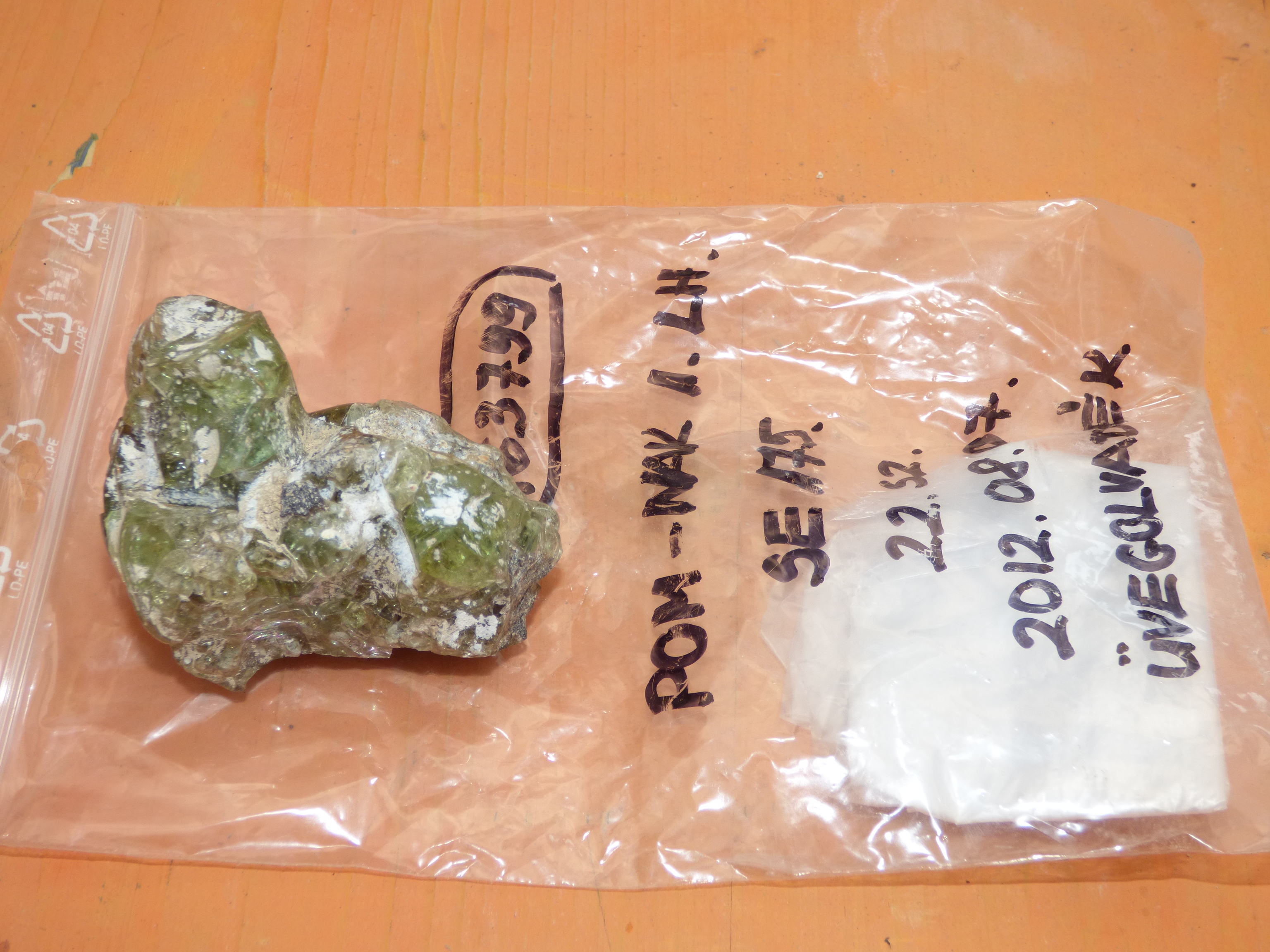
A Salabasina név a középkorban itt zajlott üveggyártáshoz szükséges hamuzsír főzésének emlékét őrzi